# Guy Desrochers
Guy Desrochers, né le 23 mai 1956 à Hull (Québec), est un prélat canadien de l'Église catholique. Il est l'archevêque de l'archidiocèse de Moncton au Nouveau-Brunswick.

## Biographie

### Jeunesse et formation
Guy Desrochers est né le 23 mai 1956 à Hull, au Québec dans le quartier Saint-Raymond. Après ses études secondaires au collège Saint-Alexandre, il entre au Collège Algonquin d'Ottawa où il fait des études en beaux-arts et en art commercial. Il travaille comme graphiste pendant sept ans, de 1972 à 1979, au quotidien francophone d’Ottawa Le Droit.
Il étudie la philosophie au séminaire Saint-Augustin de Cap-Rouge de 1982 à 1983. 
En août 1983, il entre au sein de la Congrégation du Très Saint Rédempteur, faisant son noviciat à Sainte-Anne-de-Beaupré. Il y prononce ses vœux temporaire le 7 août 1984, et ses vœux perpétuels le 29 août 1987. 
De 1984 à 1989, il étudie à l'université Laval, obtenant une maîtrise en théologie. Il fait aussi pendant ce temps un stage dans le diocèse de Montréal.  
Guy Desrochers parle le français et l'anglais. 

### Prêtre
Guy Desrochers est ordonné prêtre le 7 janvier 1989, par l’évêque de Gatineau Roger Ébacher. Il est ordonné dans la paroisse Saint-Raymond, aujourd'hui fermée. Il sert ensuite comme prédicateur itinérant au Canada et aux États-Unis pendant une courte période. 
De 1989 à 1995, il est responsable d'une petite équipe missionnaire composée de quatre Rédemptoristes dans le diocèse de Gaspé, dans le cadre d’un projet spécial d’évangélisation des chrétiens distants dans le diocèse. 
En 1995, Guy Desrochers devient supérieur du monastère des pères rédemptoristes à Aylmer (aujourd’hui incorporé dans Gatineau). Il tente pendant un temps de relancer le monastère, mais la congrégation religieuse, qui ne compte plus que six membres, n’a pas les moyens financiers pour payer les rénovations exigées par la Régie du bâtiment du Québec. La décision de vendre le monastère est donc prise, et la date de fermeture au public est fixée au 5 juillet 1998,. Le monastère est vendu vers la fin du mois de décembre 1998. 
Guy Desrochers retourne à Sainte-Anne-de-Beaupré en août 1998. Il devient ainsi ministre-économe pour la communauté des rédemptoristes, poste qu'il occupe jusqu'en 2005.  
De 2005 à 2008, il est supérieur de la communauté et d'un maison de retraite des rédemptoristes à Saint-Augustin-de-Desmaures. Cette résidence est vendu en 2015.   
De 2008 à 2011, il est directeur de la revue Sainte Anne.   
À partir de juillet 2011, Guy Desrochers est recteur du sanctuaire Saint-Anne de Beaupré, succédant à Guy Pilote. Il est en poste jusqu'en 2015.  
De 2015 à 2018, il sert de responsable vocationnel de la communauté des rédemptoristes. Il est aussi prédicateur pour des retraites au Canada et aux États-Unis.   

### Évêque

#### Évêque auxiliaire d'Alexandria-Cornwall
Le 12 décembre 2018, Guy Desrochers est nommé évêque auxiliaire du diosèse d'Alexandria-Cornwall, et évêque titulaire de Melzi (de). Son ordination épiscopale a lieu le 22 février 2019 en la basilique Saint-Finnan d'Alexandria. L'évêque consécrateur est l'archevêque d'Ottawa Terrence Prendergast, et les co-consécrateurs sont l'archevêque de Québec Gérald Cyprien Lacroix et l'archevêque de Grouard-McLennan Gérard Pettipas. 
Le 27 avril 2018, le pape François unit le diocèse à l'archidiocèse d'Ottawa « in persona episcopi », c'est-à-dire que chacune des deux entités conserve son existence propre mais qu'elles sont unies par la juridiction d'un évêque commun, Terrence Prendergast. Guy Desrochers a pour mission de collaborer avec l'évêque d'Ottawa pour faire la fusion du diocèse d'Alexandria-Cornwall avec le diocèse d'Ottawa, ce qui est accompli le 6 mai 2020,. 

#### Évêque de Pembroke
Le 6 mai 2020, il est nommé évêque du diocèse de Pembroke, et y est installé le 3 juillet 2020. Il succède à Michael Mulhall, nommé archevêque métropolitain de Kingston. 
Durant la pandémie de Covid-19, il s'oppose à la mise en place de l'obligation du passeport vaccinal pour pouvoir entrer dans les lieux de culte,.  

#### Archevêque de Moncton
Le 8 juillet 2023, il est nommé archevêque de l'archidiocèse de Moncton, et y est installé le 18 octobre 2023. Il succède à Valéry Vienneau, ayant offert sa démission au pape après avoir atteint l'âge de 75 ans. 
En janvier 2024, Guy Desrochers annonce une augmentation de la taxe diocésaine pour les paroisses. Cette mesure est instaurée afin de rebâtir les finances du diocèse, éprouvées par le règlement de diverses réclamations juridiques formulées contre d’anciens prêtres du diocèse,.  

## Succession apostolique
Guy Desrochers a ordonné les évêques suivants :
- Évêque Michel Proulx, O. Praem. (2024)